# 進千賀子
進 千賀子（しん ちかこ、1944年3月6日 - ）は、日本の女優。
本名は同じ。中国・上海出身。福岡県福岡市育ち。福岡市立博多第二中学校、博多高等学校卒業。丹波プロに所属していた。

## 来歴・人物
父親は共同通信社の記者で、第二次世界大戦後、家族とともに福岡県に引き揚げる。高校3年時に日活撮影所を見学した時にスカウトされる。1962年、高校卒業とともに日活に入社する。劇団民藝での養成期間を経て、同年、映画『若くて、悪くて、凄いこいつら』でデビューし、青春スターとして活躍する。1967年、東宝テレビ部に移籍するが、のちにフリーとなりテレビドラマで活躍した。
1978年、日高 千賀子名義で、海外ドラマ『チャーリーズ・エンジェル』の声優を担当する。
2024年6月発行『吉永小百合 青春時代写真集』（文藝春秋）の座談会「共演女優たちの座談会」に吉永小百合・水森久美子・伊藤るり子と共に参加している。

## エピソード
- 1966年10月、エジプト（当時はアラブ連合共和国）で開催された「日本映画見本市」に出席のため、女優の高田美和、中真千子らと共にエジプトを訪れている。

## 出演作品

### 映画
- 若くて、悪くて、凄いこいつら（1962年、日活）
- 金門島にかける橋（1962年、日活）
- 青い山脈（1963年、日活）
- 銀座の次郎長（1963年、日活）
- 銀座の次郎長 天下の一大事（1963年、日活）
- 真白き富士の嶺（1963年、日活）
- 関東無宿（1963年、日活）
- こんにちは、20歳（1963年、日活）
- あゝ青春の胸の血は（1964年、日活）
- 早射ちジョー 砂丘の決斗（1964年、日活）
- 黒いダイスが俺を呼ぶ（1964年、日活）
- 黒い海峡（1964年、日活）
- 若草物語（1964年、日活）
- 悲しき別れの歌（1965年、日活）
- ぼくどうして涙がでるの（1965年、日活）
- 俺にさわると危ないぜ（1966年、日活）
- 青春のお通り 愛して泣いて突っ走れ（1966年、日活）
- 栄光への挑戦（1966年、日活）
- めぐりあい（1968年、東宝）
- 社長学ABC（1970年、東宝）
- 続・社長学ABC（1970年、東宝）
- 高校生無頼控（1972年、東宝）
- 同棲時代 －今日子と次郎－（1973年、松竹）
- 愛と誠（1974年、松竹）
- さらば夏の光よ（1976年、松竹）

### テレビドラマ
- 海の音（1965年、TBS） - 小森音枝
- 山のかなたに（1966年、NTV）
- 平四郎危機一発（1967年、TBS） - 北沢由美
- 五人の野武士 第4話「隠し砦の決闘」（1968年、NTV） - 姫
- フジ三太郎（1968年 - 1969年、TBS）
- 青空にとび出せ! 第6話「ピンキーと五月人形」（1969年、TBS）
- 銭形平次 第243話「黒い迷路」（1970年、CX） - お浪
- 美しきチャレンジャー（1971年、TBS） - 七瀬茜
- 太陽にほえろ! 第10話「ハマッ子刑事の心意気」（1972年、NTV） - 西川恵子
- 大いなる旅路（1972年、NTV）
- あしたに駈けろ!（1972年、CX）
- 二人の素浪人 第9話「双つぼくろの女を斬れ!」（1972年、CX / 東映） - 小扇
- 眠狂四郎 第5話「仇花に露が煌めく」（1972年、KTV / 東映）
- 荒野の素浪人 第51話「叛乱 100挺のライフル銃」（1972年、NET） - お光
- 人造人間キカイダー 第27話「バイオレットサザエの悪魔の恋」（1973年、NET / 東映）-　バイオレットサザエ人間態
- キイハンター 第258話「生首を切られた男」（1973年、TBS / 東映） - 由加
- プレイガールシリーズ（12ch / 東映）
  - プレイガール
    - 第233話「夜ごとの肌に黒い罠!!」（1973年） - 西宮佐代子
    - 第271話「浴槽の全裸死美人」（1974年） - 大文字みゆき

  - プレイガールQ
  - 第1話「命知らずの化け猫たち」（1974年） - リエ
    - 第16話「ゴルフ場の謎の怪事件」（1975年） - 冴子
    - 第23話「スリラー・恐怖をよぶ影」(1975年） - 梅沢和子
- 助け人走る 第34話「必死大逃走」（1974年、ABC / 松竹） - つる
- バーディー大作戦 第34話「年忘れ新婚除夜の鐘」（1974年、TBS / 東映） - 織田克子
- 夜明けの刑事 第31話「ナンセンスクイズ殺人事件」（1975年、TBS / 大映テレビ）
- 大江戸捜査網 第195話「大江戸血の抗争」（1975年、12ch・三船プロ） - 名取綾
- 俺たちの旅 第42話「男は生きがいをもとめるものです」（1976年、NTV） - 矢島道子
- Gメン'75（TBS / 東映）
  - 第80話「暗闇の密室殺人」（1976年） - 河原警部夫人
  - 第123話「野球場ナイター殺人事件」、第124話「極秘作戦逆探知」 - 水野夫人
  - 第131話「少女餓死」（1977年） - 斉藤靖子
  - 第138話「復顔術」（1978年） - 井川夫人
  - 第164話「消えた乳母車の赤ちゃん」（1978年） - 竹内きょう子
  - 第291話「女たちの殺人忘年会」（1980年） - 堂島ようこ
  - Gメン'82 第3話「奥様族の密室殺人」（1982年 / 近藤照男プロ） - 藤井香
- ジャッカー電撃隊 第15話「真赤なオカルト!! 怪談・吸血鬼」（1977年、ANB）- クライムボス
- 特捜最前線 （ANB / 東映）
  - 第254話「海に消えた殺人婦警!」（1982年）
  - 第267話「裸足の女警部補!」（1982年）
  - 第489話「連続誘拐・心臓移植の少女!」（1986年） - 久坂夫人
- ただいま絶好調
- 月曜ドラマランド / ライパチくん（1985年、CX）
- 火曜サスペンス劇場 / 唐津火模様殺人事件（1987年、FBS）

### 吹き替え
- チャーリーズ・エンジェル（1978年、NTV） - サブリナ・ダンカン（ケイト・ジャクソン）※日高 千賀子名義。第2・3シーズンのみ